# Bill Behrens
Bill Behrens (Pasadena, 26 giugno 1970) è un ex tennista statunitense.

## Carriera
In carriera ha vinto un titolo di doppio. Nei tornei del Grande Slam ha ottenuto il suo miglior risultato raggiungendo il terzo turno di doppio a Wimbledon nel 1997, in coppia con il sudafricano Chris Haggard.

## Statistiche

### Doppio

#### Vittorie (1)
| Numero | Anno           | Torneo                                        | Superficie  | Compagno    | Avversari in finale      | Punteggio |
| 1.     | 26 giugno 1995 | Hypo Group Tennis International, Sankt Pölten | Terra rossa | Matt Lucena | Libor Pimek Byron Talbot | 7-5, 6-4  |

### Doppio

#### Finali perse (1)
| Numero | Anno          | Torneo                            | Superficie  | Compagno    | Avversari in finale                | Punteggio |
| 1.     | 5 maggio 1996 | Verizon Tennis Challenge, Atlanta | Terra verde | Matt Lucena | Christo van Rensburg David Wheaton | 6-7, 2-6  |